# Made of Scars
«Made of Scars» —en español: «Hecho de cicatrices» —es una canción de la banda estadounidense de hard rock, Stone Sour.
Fue el cuarto sencillo de su segundo álbum de estudio “Come What(ever) May”. La canción alcanzó el #12 en el Mainstream Rock Tracks.

## Video musical
Este video fue grabado en vivo en el recital del sábado 7 de abril del 2007 en el Electric Factory en Filadelfia. El vocalista Corey Taylor anunció durante el concierto, el rodaje antes de que el grupo interpretara la canción dos veces para obtener el material necesario para el vídeo. Las cámaras continuaron con el despliegue de la actuación de la banda toda la noche.
El video fue estrenado la noche del sábado 2 de junio de 2007 en MTV2 en el programa de Headbangers Ball.
Corey Taylor en una entrevista agregó que sino sería “Made of Scars” el sencillo, hubiera sido “Socio”.

## Listado de canciones
| CD, Single, Promo |                        |          |  |
| N.º               | Título                 | Duración |  |
| 1.                | «Made Of Scars» (Edit) | 03:09    |  |
| 2.                | «Made Of Scars»        | 03:23    |  |